# Sadzawa
Sadzawa (ukr.  Саджава) – wieś na Ukrainie, w  obwodzie iwanofrankiwskim, w rejonie bohorodczańskim.